# Acrotaeniostola apiventris
Acrotaeniostola apiventris är en tvåvingeart som beskrevs av Munro 1935. Acrotaeniostola apiventris ingår i släktet Acrotaeniostola och familjen borrflugor. Inga underarter finns listade i Catalogue of Life.